# Laurentius Kirchhoff

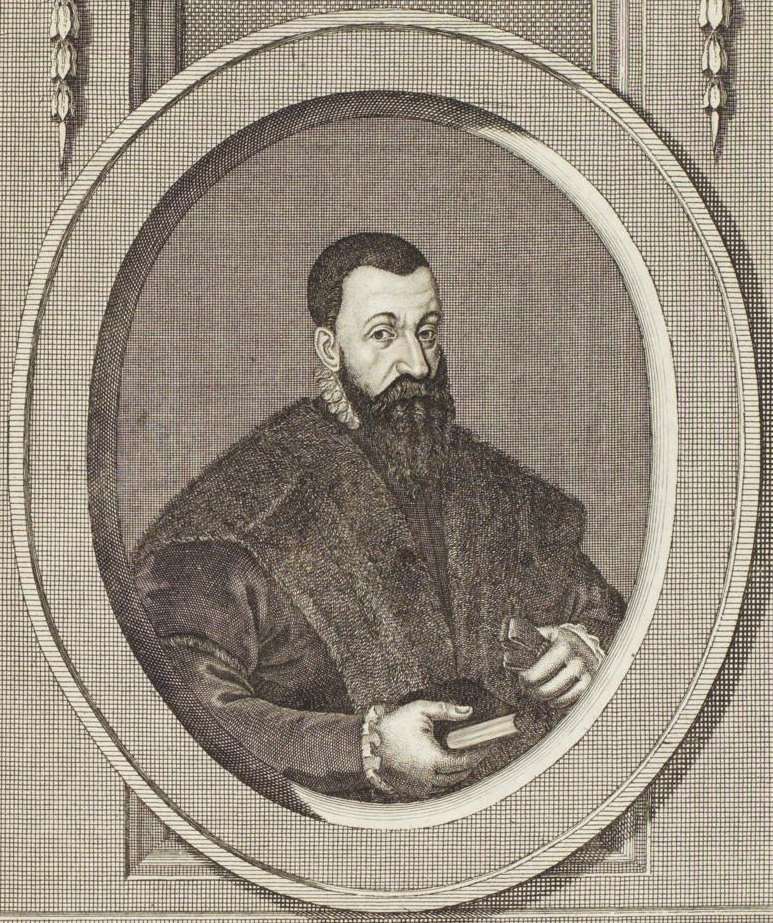
Laurentius Kirchhoff

Laurentius Kirchhoff, auch: Kerkhof; Kirchhof, Kirchov Coementerius (* um 1528 in Rostock; † 15. Oktober 1580 ebenda) war ein deutscher Rechtswissenschaftler.

## Leben
Der Sohn des Rostocker Ratsherrn Bartel Kerkhof stammte aus einem alten Rostocker Patriziergeschlecht. Er hatte sich 1545 an der Universität Rostock immatrikuliert, wechselte im Wintersemester 1549 an die Universität Leipzig und betrieb weitere Studien an der Universität Köln. Danach besuchte er französische und italienische Universitäten, wo er möglicherweise zum Doktor der Rechte promovierte. In Rom war sein Ruhm so groß geworden, dass der Rostocker Rat an ihn schrieb und Vorlesungen von ihm in seiner Heimat verlangte. 1559 war er zurückgekehrt, wurde Syndikus und erhielt eine rätliche Professur in Rostock.
Er schied jedoch aus dieser Stellung und wurde mecklenburgischer Rat beim Herzog Johann Albrecht I. von Mecklenburg, der ihn wegen seiner bedeutenden Rechtskenntnisse und geschäftlichen Gewandtheit schätzte. Dieser ernannte ihn 1568 zum Professor des Kodex an der Rostocker Universität. Die Berufung vertrug sich allerdings nicht mit der regulären Besetzung des Lehrkörpers der juristischen Fakultät. Der an seiner Stelle zu entlassene Friedrich Hein bestand darauf, seine offizielle Berufung weiter zu führen. Daher war Kirchhof zunächst als außerordentlicher Professor tätig.
Erst als  Hein aus dem Lehrkörper schied, wurde Kerkhoff am 11. Juni 1575 ordentlicher Professor des Kodex. Als Zivilrechtler genoss er einen ausgezeichneten Ruf. In seinen wenigen Schriften erkennt man die Schärfe und Klarheit seiner Rechtsauffassung. Nicht zuletzt deswegen standen seine Rechtsbedenken nicht nur in Deutschland, sondern auch in Frankreich und Italien in großem Ansehen. Somit hatten diese zum Ruf der Rostocker Universität beigetragen. Nachdem er in den Wintersemestern 1561, 1562, sowie in den Sommersemestern 1562 und 1580 Rektor der Rostocker Hochschule gewesen war, verstarb er im Amt.
Er war verheiratet mit Justine, einer Tochter des Lübecker Syndicus Johann Rudel.

## Werkauswahl
1. Responensa Ictorum Germaniae.
2. Interpretatio quorum titolorum libri II Codicis, de edendo er in jus vocando. Frankfurt 1572
3. Receptarum sententiarum, seu communium opiolonum et conclusionum Ictorum centuriae VIII. Frankfurt 1576
4. Responsorum sive consiliorum Tomus I-V. Frankfurt 1568–1578